# عنكبوت صياد بوتانيني
عنكبوت صياد بوتانيني (الاسم العلمي:Eusparassus potanini) هو نوع من العنكبوتيات يتبع جنس العنكبوت الصياد من فصيلة العناكب الصيادة.